# Peder Elafsen
Peder Elafsen, der i kilderne også kaldes Peder Olufsen eller Topæsen (død 1246), var biskop i Århus formentlig fra 1224 efter Ebbe Vognsen. I hvert fald kender man ingen anden biskop mellem dem. 
1238 var han tilstede ved afslutningen af det vigtige Stensbyforlig mellem Valdemar Sejr og den tyske ordensmester Hermann Balke fra Livland, som med en pavelig legat havde indfundet sig for at afværge det togt til Estland, som kong Valdemar truede med. Ligeledes deltog Peder Elafsen i Danehoffet i Vordingborg i marts 1241, hvor Jyske Lov publiceredes. 
Peder Elafsen havde strid med sit eget domkapitel angående retten til at udnævne kannikker. Striden blev så heftig, at der blev klaget til paven, og i 1245 måtte ærkebiskop Uffe Thrugotsen tage over med et større følge for at skabe forlig.
Samtidig stod han i et meget venligt forhold til cisterciensermunkene i Øm Kloster. Han ikke blot skænkede forskellige gaver, blandt andet en tredjedel af Sødringholm, men han blev også begravet i klosterkirken.